# SingStar Cantautori Italiani
SingStar Cantautori Italiani è un videogioco musicale sviluppato dal SCE London Studio e pubblicato da Sony Computer Entertainment esclusivamente per PlayStation 3. Il gioco è stato pubblicato il 1º dicembre 2010 in Europa.

## Tracce presenti nel gioco[1]
- Antonello Venditti - "Ci vorrebbe un amico"
- Antonello Venditti - "In questo mondo di ladri"
- Antonello Venditti - "Lacrime di pioggia"
- Antonello Venditti - "Indimenticabile"
- Biagio Antonacci - "Se fosse per sempre"
- Biagio Antonacci - "Il cielo ha una porta sola"
- Claudio Baglioni - "Dagli il via"
- Claudio Baglioni -. "Questo piccolo grande amore"
- Claudio Baglioni - "Stai su"
- Claudio Baglioni - "Io sono qui"
- Claudio Baglioni - "Bolero"
- Edoardo Bennato - "Il gatto e la volpe"
- Edoardo Bennato - "Sono solo canzonette"
- Eros Ramazzotti - "Un'emozione per sempre"
- Eros Ramazzotti - "Adesso tu"
- Eros Ramazzotti - "Se bastasse una canzone"
- Eros Ramazzotti - "Un'altra te"
- Eros Ramazzotti - "Controvento"
- Eros Ramazzotti - "Parla con me"
- Gianna Nannini - "Io"
- Gianna Nannini - "I maschi"
- Gianna Nannini - "Meravigliosa creatura"
- Gianna Nannini - "Attimo"
- Gianna Nannini - "Maledetto ciao"
- Gianna Nannini - "Sogno"
- Gigi D'Alessio - "L'amore che non c'è"
- Gigi D'Alessio - "Como suena el corazon"
- Gigi D'Alessio - "Il cammino dell'età"
- Gigi D'Alessio - "Un nuovo bacio"
- Lucio Dalla - "Attenti al lupo"